# L'autèntica història de Jesse James
L'autèntica història de Jesse James (títol original en anglès: The True Story of Jesse James) és una pel·lícula dramàtica de western estatunidenca del 1957 adaptada de la pel·lícula de 1939 Jesse James de Henry King, que només es basava vagament en la vida de James. Va ser dirigit per Nicholas Ray, amb Robert Wagner interpretant Jesse James i Jeffrey Hunter interpretant Frank James. El rodatge va tenir lloc durant l'any 1955. Titulat originalment The James Brothers al Regne Unit, la pel·lícula es va centrar en la relació entre els dos germans James durant els darrers 18 anys de La vida de Jesse James. Aquesta pel·lícula ha estat doblada al català.

## Trama
Jesse i Frank James viatgen amb la seva banda a Northfield, Minnesota, per fer una incursió. Mentre robaven un banc, esclaten baralles i dos membres de la banda moren. Els germans James i un altre membre de la banda surten de la ciutat i s'amaguen mentre els investigadors de l'Agència de Detectius de Remington busquen James per rebre una recompensa de 30.000 dòlars. Mentre els tres s'amaguen, la pel·lícula explica la història de com els germans James van arribar a ser criminals en un flashback.

## Repartiment
- Robert Wagner com a Jesse James
- Jeffrey Hunter com a Frank James
- Hope Lange com a Zerelda "Zee" James, esposa de Jesse
- Agnes Moorehead com a Zerelda Cole James, mare dels germans James
- Alan Hale, Jr. com a Cole Younger
- John Carradine com a Rev. Jethro Bailey
- Biff Elliot com a Jim Younger
- Frank Gorshin com a Charley Ford
- Carl Thayler com a Bob Ford
- Adam Marshall com a Dick Liddell
- Anthony Ray com a Bob Younger
- Louis Zito com a Clell Miller
- Paul Wexler com a Jayhawker
- Clegg Hoyt com Tucker (sense acreditar)
- Frank Overton com a major. Rufus Cobb

## Producció
Poc després del seu èxit amb Rebel sense causa el 1955, Ray va ser contractat per dirigir aquesta pel·lícula basada en la vida posterior de Jesse James. Només li quedava una pel·lícula amb el seu contracte amb 20th Century Fox, abans de marxar a Europa i la pel·lícula Bitter Victory. L'estudi va suggerir un remake de la biografia de Jesse James de King del 1939.
S'especula que si James Dean no hagués mort en un accident de cotxe abans de començar la producció, hauria protagonitzat aquesta pel·lícula com a Jesse James. En lloc de Dean, el director Ray esperava contractar Elvis Presley, que havia completat amb èxit la seva primera pel·lícula,  Love Me Tender.
El fill de Ray, Tony, també va participar en la pel·lícula com a Bob Younger, la primera vegada que va aparèixer en una de les pel·lícules del seu pare.
Hope Lange, una actriu sota contracte de la 20th Century Fox, va ser contractada per al paper de l'esposa de Jesse després de ser nominada als Oscar amb Peyton Place. John Carradine havia aparegut a la primera pel·lícula de Jesse James com a Bob Ford i apareix a la versió de 1957 com a Rev. Jethro Bailey.
Ray va rodar la pel·lícula utilitzant CinemaScope, una nova tecnologia en aquell moment. La pel·lícula es va rodar el 1956. Es van tornar a utilitzar imatges d'arxiu que s'havien utilitzat anteriorment a la pel·lícula anterior que va inspirar aquesta i reconfigurades a CinemaScope.

## Caracteritzacions
A la pel·lícula, Jesse James és representat com un "heroi de Nicholas Ray", un tipus de personatge coherent vist a les pel·lícules de Ray i que es creu que es basa en el mateix Ray. Els personatges similars de Ray inclouen Jim Stark. (James Dean) a Rebel sense causa i Jesucrist a Rei de Reis.

## Adaptació a còmic
- Four Color nº 757 (publicat amb data de portada de març de 1957)[8][9] de Dell.